# Różowy Meczet
Różowy Meczet (pers. ‏مسجد نصير الملك‎, Masdżed-e Nasir ol-Molk) – meczet w Szirazie, w południowym Iranie. Został zbudowany za panowania dynastii Kadżarów, w latach 1876–1887. 
Na głównym dziedzińcu wzniesiono dwa ejwany, zdobione glazurowanymi cegłami z motywami roślinnymi. W głównej sali modlitewnej w oknach znajdują się liczne witraże, dzięki czemu sala ta mieni się różnokolorowym światłem, co daje efekt kalejdoskopu.

## Galeria

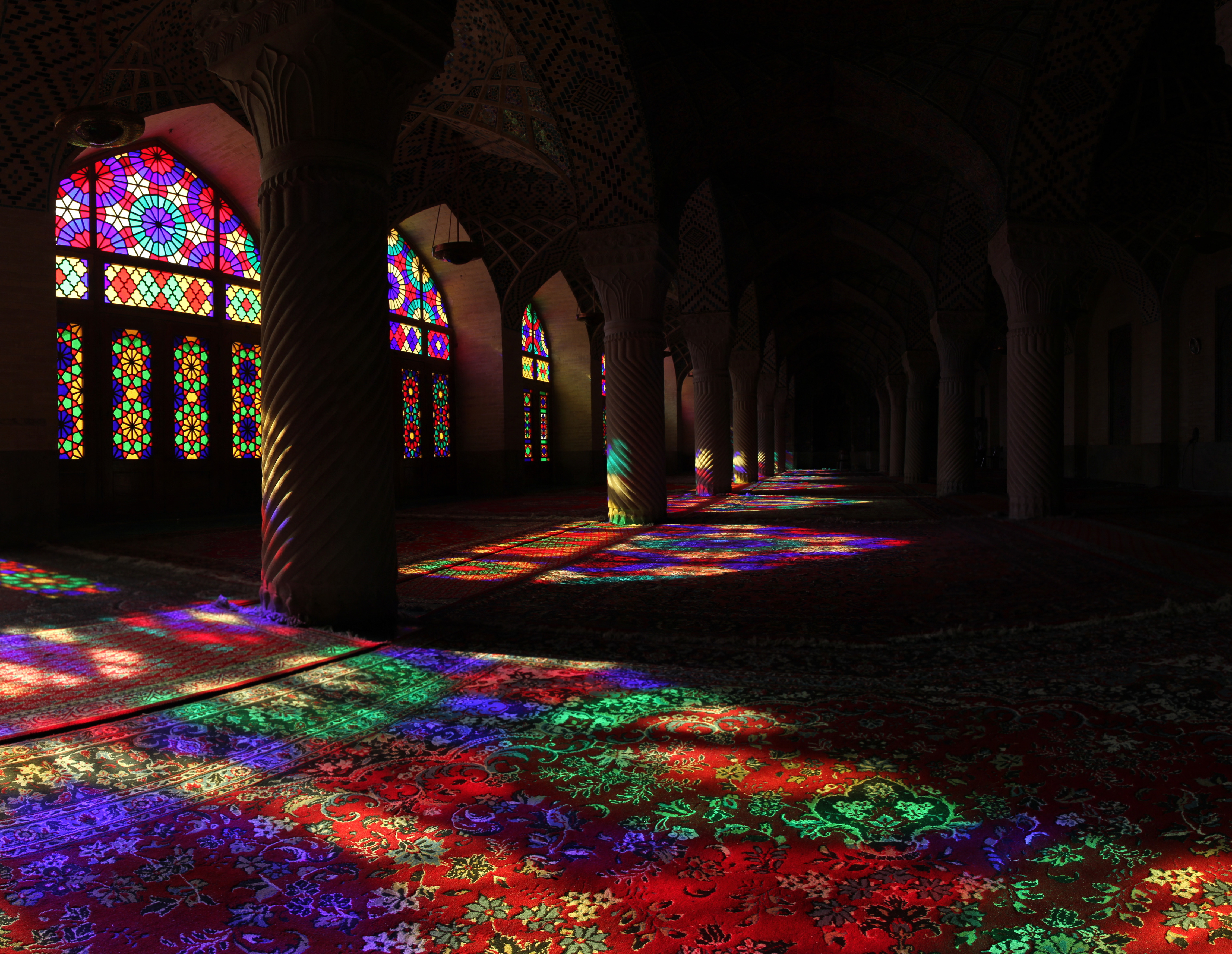
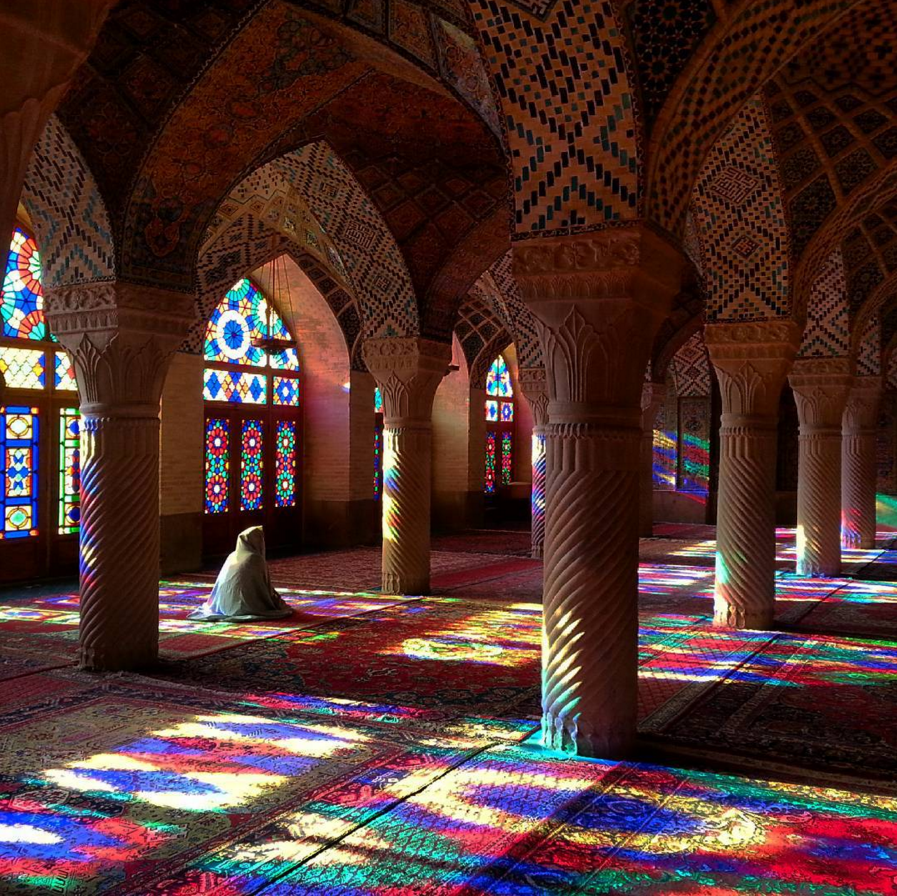
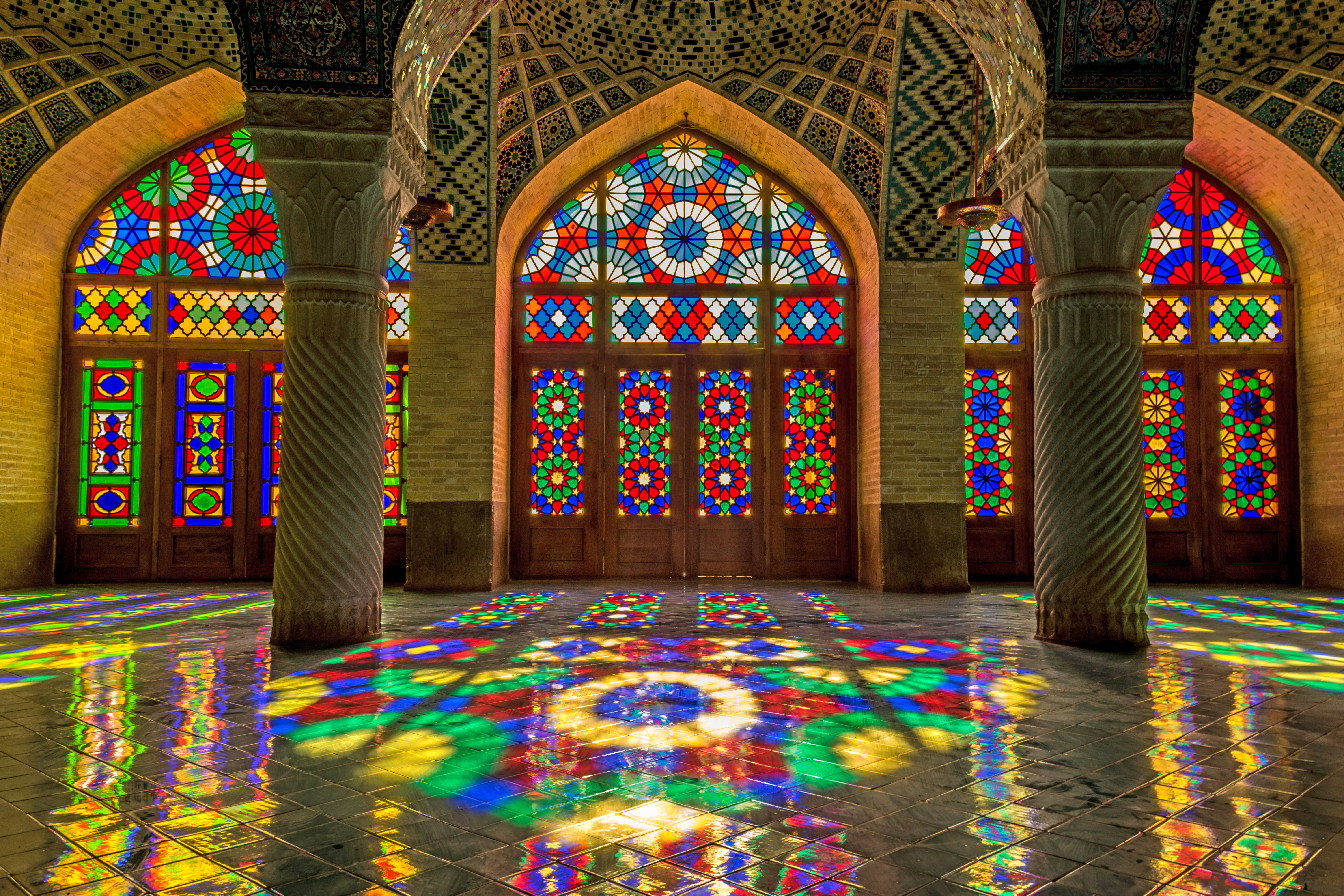
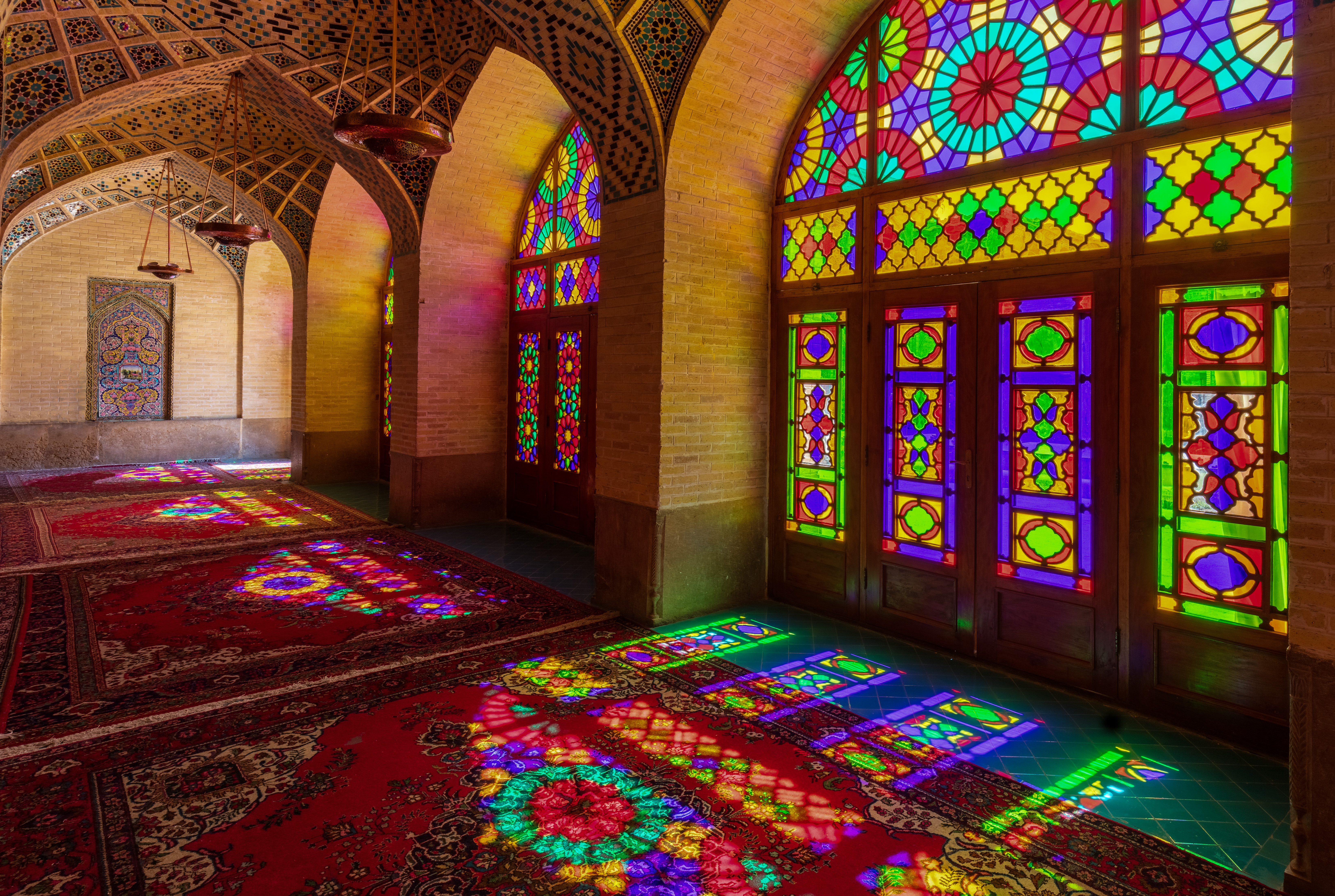